# 덴노정 (히로시마현)
덴노정(天応町)은 히로시마현 아키군에 있던 정이다. 현재의 구레시에 해당한다. 제2차 세계대전후 히로시마시, 구레시의 이재민을 수용하는 장소가 된곳이다.

## 역사
- 1889년 4월 1일 - 정촌제 시행에 의해 아키군 덴노촌이 단독으로 촌제를 시행해 덴노촌이 성립하였다.
- 1951년 11월 3일 - 정으로 승격해 덴노정이 되었다.
- 1956년 10월 1일 - 구레시에 편입해 폐지되었다.

## 교통

### 철도
- 일본국유철도
  - 구레선

## 참고문헌
- 角川日本地名大辞典 34 広島県
- 『市町村名変遷辞典』東京堂出版、1990年。